# Championnat d'Irlande de football 1982-1983
Navigation
Édition précédente Édition suivante
Le Championnat d'Irlande de football en 1982-1983. Athlone Town remporte le championnat pour la deuxième fois en trois ans. Il écrase le championnat avec 21 victoires et 61 buts marqués.
Le championnat repasse à 14 clubs après le retrait de Cork United et de Thurles Town.
Un nouveau barème de points est adopté : 3 points pour une victoire, 1 pour un match nul et 0 pour une défaite.

## Les 14 clubs participants
- Athlone Town
- Bohemians FC
- Drogheda United
- Dundalk FC
- Finn Harps
- Galway United
- Home Farm FC
- Limerick FC
- St. Patrick's Athletic FC
- Shamrock Rovers
- Shelbourne FC
- Sligo Rovers
- UC Dublin
- Waterford United

## Classement
| Place | Club                      | Points | Victoires | Nuls | Défaites | Buts pour | Buts contre | Différence |
| ----- | ------------------------- | ------ | --------- | ---- | -------- | --------- | ----------- | ---------- |
| 1er   | Athlone Town              | 65     | 20        | 5    | 1        | 61        | 24          | +37        |
| 2e    | Drogheda United           | 49     | 14        | 7    | 5        | 43        | 18          | +25        |
| 3e    | Dundalk FC                | 48     | 14        | 6    | 6        | 32        | 17          | +15        |
| 4e    | Bohemians FC              | 46     | 13        | 7    | 6        | 42        | 26          | +16        |
| 5e    | Shelbourne FC             | 44     | 13        | 5    | 8        | 50        | 45          | +5         |
| 6e    | Shamrock Rovers           | 38     | 10        | 8    | 8        | 39        | 25          | +14        |
| 7e    | St. Patrick's Athletic FC | 37     | 10        | 7    | 9        | 38        | 38          | 0          |
| 8e    | Limerick FC               | 35     | 10        | 5    | 11       | 43        | 35          | +8         |
| 9e    | Finn Harps                | 35     | 9         | 8    | 9        | 36        | 33          | +3         |
| 10e   | Waterford United          | 32     | 8         | 8    | 10       | 31        | 44          | -13        |
| 11e   | Galway United             | 26     | 6         | 8    | 12       | 33        | 44          | -11        |
| 12e   | Sligo Rovers              | 21     | 4         | 9    | 13       | 27        | 48          | -21        |
| 13e   | UC Dublin                 | 16     | 4         | 4    | 18       | 29        | 63          | -34        |
| 14e   | Home Farm FC              | 9      | 2         | 3    | 21       | 24        | 68          | -44        |

## Source
- (en) Alex Graham, Football in the Republic of Ireland : a Statistical Record 1921–2005, Soccer Books Ltd, novembre 2005, 142 p. (ISBN 978-1862231351).